# مارتین هوهانیسیان
مارتین آرمناکی هوهانیسیان (ارمنی: Մարտին Արմենակի Հովհաննիսյան؛ زادهٔ ۱۴ مارس ۱۹۵۹) یک اقتصاددان و سیاستمدار اهل ارمنستان است که از تاریخ ۱۹۹۹ تا تاریخ ۲۰۰۳ سمت نمایندگی دوره دوم مجلس ملی جمهوری ارمنستان را برعهده داشت.

## زندگی‌نامه
در ۱۴ مارس ۱۹۵۹ در ایروان به دنیا آمد و از دانشگاه دولتی اقتصاد ارمنستان فارغ‌التحصیل شد. 